# استان یوزغاد
یوزگات (به ترکی استانبولی: Yozgat) نام یکی از ۸۱ استان ترکیه است که مرکز آن نیز شهری به نام یوزگات است.

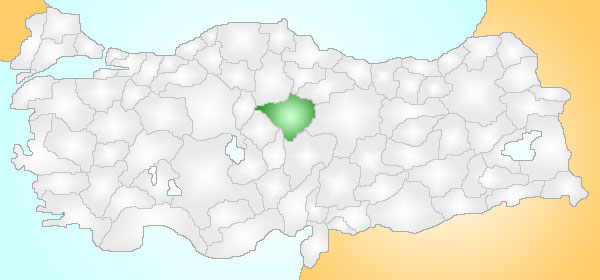
محل استان یوزگات در ترکیه